# أحمد أمين عاصم
أحمد امين عاصم (23 سبتمبر 1918 - 1 يوليو 1989) هو أحد رواد الحركة الفنية التشكيلية، ويتعتبر الأب الروحي لفن النحت السوري.

## حياته ونِاته
ولد أحمد أمين عاصم بالإسكندرية في 23 سبتمبر عام 1918م، لأبوين يهتمان بالفن فالوالد كان رسامًا والوالدة موسيقيّة مشهورة وعازفة بيانو معروفة، وفي سنوات الدراسة الإعدادية الأولى اتجه إلى ممارسة الرسم وتفوق فيه غير أن فن النحت جذبه لينتسب في العام 1938 إلى كلية الفنون الجميلة بالقاهرة، ويتخرج في قسم النحت عام 1944م بدرجة امتياز مع مرتبة الشرف، وبمشروع دعاه (شهداء ثورة 36 ضد الاحتلال الإنجليزي)، ونتيجة لتفوقه الدراسي الأكاديمي تمكن من الالتحاق بمرسم الأقصر لعمل دراسات حرة للتراث المصري القديم مثل البيئة المصرية والفن المصري في الأقصر من عام 1944 حتى عام 1946.
حصل علي شهادة إتمام دراسة الفنون الجميلة العليا بباريس 1960. - ليسانس المدرسة العليا للفنون الجميلة في روما .

## مسيرته
ثم سافر في بعثة إلى كلية الفنون الجميلة بباريس عام 1947، حيث التقى مارسي جيمون تلميذ رينوار وكان نحاتًا ومصورًا وناقدًا فنيًا فذًا فتتلمذ على يديه ورافقه في معظم جلساته النقدية التي كان يقيمها أسبوعيًا وحصل على دبلوم الفنون الجميلة العليا عام 1951، وفي عام 1952 حصل على دبلوم الفنون الجملية العليا من إيطاليا.
وأمين عاصم كان في عداد الفنانين التشكيليين المصريين الأكاديميين الذين أوكلت إليهم مهمة تأسيس المعهد العالي للفنون الجميلة بدمشق لمصلحة وزارة التربية السورية، إبان الوحدة بين مصر وسوريا عام 1959م وعمل كأستاذ بكلية الفنون الجميلة من عام 1951 حتى عام 1976م ثم أستاذ ورئيس قسم النحت بكلية الفنون الجميلة بدمشق حتى عام 1973، ليعود بعدها للقاهرة ويلتحق بوظيفة رئيس قسم النحت بكلية الفنون الجميلة بالقاهرة حتى عام 1976.
وقام بالإشراف والمناقشة لعدة رسائل للماجستير والدكتوراه في فن النحت، كما تولى رئاسة جمعية خريجي كلية الفنون الجميلة، وهو من مؤسسي نقابة الفنانين التشكيليين وعضو لجان التحكيم بجائزة الدولة التشجيعية، ومقرر لجنة جائزة الدولة لفن النحت، وعضو لجنة تجميل محافظة القاهرة.

## أعماله الفنية
لأمين عاصم عدد من الأعمال الفنية التي تزين مناطق عديدة بمصر منها:
- لوحة كفاح الشعب بمجلس الأمة (مجلس الشعب).
- لوحات النحت البارز بواجهة المبنى الرئيسي للكلية الحربية بالقاهرة تمثل الجيش المصري على مر العصور.
- لوحة العبور بالمتحف الحربي بالكلية الحربية.
- النصب التذكاري لشهداء معركة بورسعيد.
- لوحة تأميم قناة السويس بواجهة متحف بور توفيق.
- النصب التذكاري للكابتن مختار التتش بحديقة النادي الأهلي بالجزيرة.
- تعديل شعار النادي الأهلي في الستينات.
- نحت بارز لعلي امين بمدخل جريدة أخبار اليوم.
- نحت بارز للفنانة امينة رزق والملحن داود حسني بمدخل المسرح القومي بالازبكية.
- ثمثالي يرمزا لمحافظة البحر الأحمر ومحافظة سوهاج باستاد القاهرة الدولي.
- شعار معهد تدريب الشرطة (كلية الشرطة).
- شعار شركة النيل للأدوية.
- نحت بارز للفنان التشكيلي أحمد صبري بكلية الفنون الجميلة بالقاهرة.
- تمثال أم كلثوم بمتحف أم كلثوم بقصر المنسترلي بالروضة.
- شارك في عمل التماثيل للديكور السينمائي لعدة أفلام أمريكية في فترة الستينات من أشهرها فيلم (الوصايا العشر).

وله مقتنيات فنية بمتحف الفن الحديث بالقاهرة، ومتحف كلية الفنون الجميلة بالقاهرة ومتحف الفن الحديث ببورسعيد ودار الأوبرا المصرية والهيئة العامة لمترو الأنفاق (محطة جمال عبد الناصر)، وإستاد القاهرة الدولي مبنى المؤتمرات الدولي بمدينة نصر.

## المعارض والجوائز[5]
- شارك بعدة معارض لصالون الفنون التشكيلية.
- معرض الفن في المعركة ببورسعيد والسويس والمنصورة.
- معرض الفنانين المصريين بباريس 1949 / 1951.
- معرض ندوة السلام الأفريقي.
- معرض رؤيا خماسية 1988.
- الجائزة الأولى في مسابقة تصميم نحت بارز عن كفاح الشعب المصري.
- الجائزة الأولى للنصب التذكاري لمدينة بورسعيد.
- الجائزة الأولى لمسابقة تصميم النصب التذكاري لشهداء محافظة الدقهلية بمدينة المنصورة.
- حصل على نوط الامتياز من الطبقة الأولى بمناسبة اليوبيل الماسي لكلية الفنون الجميلة بالقاهرة عام 1987.
- تكريم اسمه بمناسبة اليوبيل الذهبي لجمعية خريجي الفنون الجميلة عام 1995.